# Hatrið mun sigra
Chanson représentant l'Islande au Concours Eurovision de la chanson
Our Choice
(2018) Think About Things
(2020)
Singles de Hatari
Spillingardans
(2018) Klefi/صامد
(2019)
Hatrið mun sigra (islandais : La haine l'emportera) est une chanson du groupe islandais Hatari. Elle représente l'Islande au Concours Eurovision de la chanson 2019, à Tel Aviv en Israël. Elle est intégralement interprétée en islandais, une première depuis 2013, toutes les autres chansons que l'Islande a envoyées entre-temps étant en anglais.

## À l'Eurovision

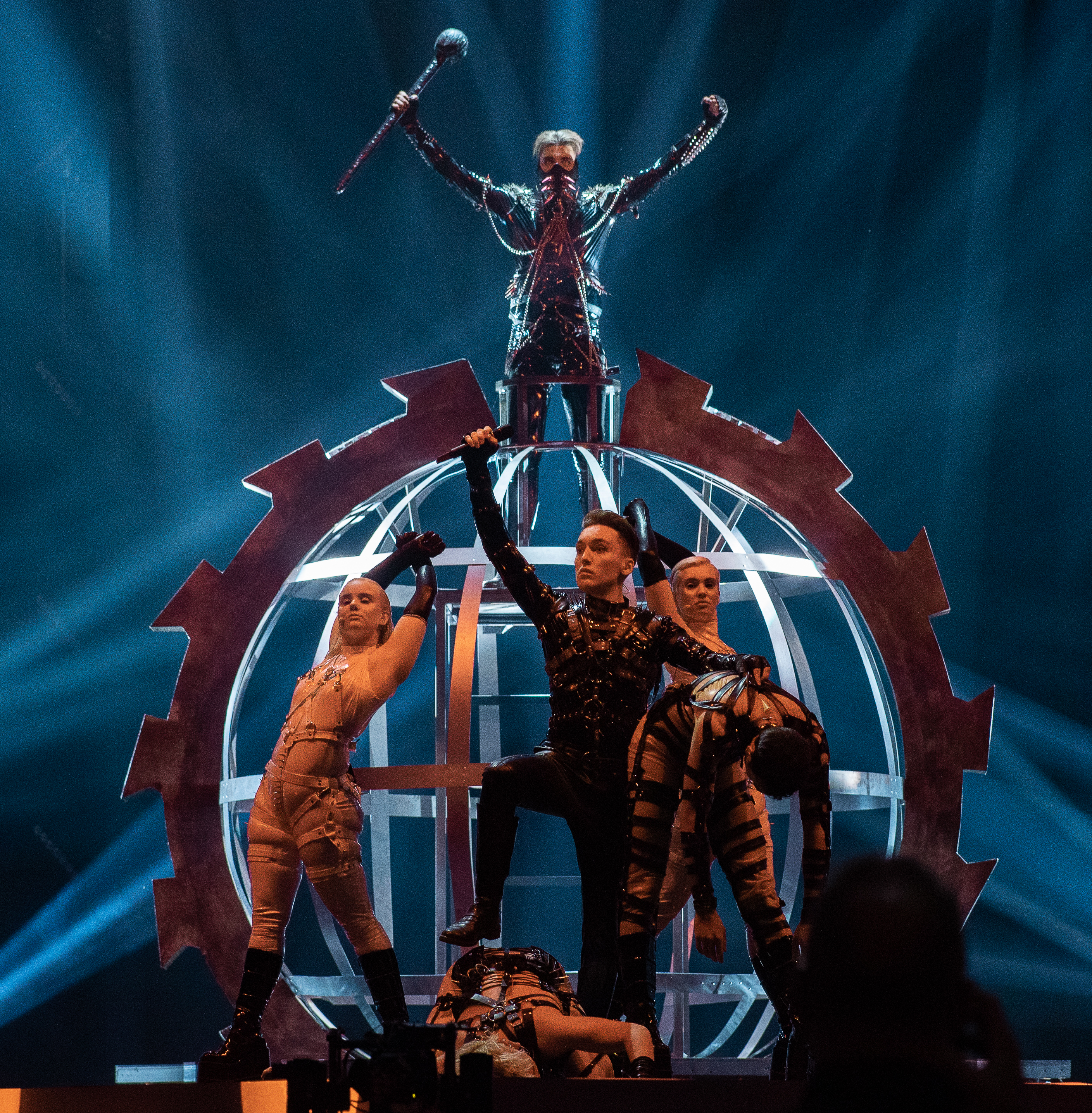
Lors de la seconde moitié de la première demi-finale de l'Eurovision.

La chanson représente l'Islande au Concours Eurovision de la chanson 2019, après que le groupe Hatari ont remporté l'émission Söngvakeppnin 2019, servant de sélection nationale. Il a été déterminé par tirage au sort le 28 janvier 2019 que l'Islande participera lors de la seconde moitié de la première demi-finale, le 14 mai 2019. Il a ensuite été déterminé que la chanson sera la treizième sur dix-sept à être interprétée sur scène. Elle est qualifiée en finale et y est classée dixième, le 18 mai 2019.

## Liste des pistes
| 1. | Hatrið mun sigra | 2:59 |